# یوژف سایر
یوژف سایر (مجاری: József Szájer؛ زادهٔ ۷ سپتامبر ۱۹۶۱) سیاست‌مدار اهل مجارستان و عضو سابق پارلمان اروپا از حزب فیدس است. وی قانون اساسی جدید مجارستان را که ازدواج فقط بین یک زن و یک مرد تعریف می‌کرد نگاشته است. در ۲۹ نوامبر ۲۰۲۰ سایر بعد از آنکه که در ۲۷ نوامبر توسط پلیس  بلژیک دستگیر شد، از پارلمان اروپا استعفا داد. علت دستگیری وی شکستن مقررات محلی کووید ۱۹ به خاطر شرکت در یک ارجی همجنس‌گرایانه بود.